# Incatambo (Huayopata)
Incatambo o Inca Tambo (quechua inca, posada tampu, "posada inca", ortografías hispanizadas y mixtas Incatambo, Inkatambo, Inca Tambo) es un sitio arqueológico que se encuentra a 2.127 metros (6.978 pies) en los andes peruanos. Se ubicaencuentra en el distrito de Huayopata, provincia de La Convención, departamento del Cuzco.